# جوردن كلاركسون
جوردن كلاركسون (بالإنجليزية: Jordan Clarkson) مواليد 7 يونيو 1992، هو لاعب كرة سلة أمريكي يلعب مع فريق يوتا جاز في الرابطة الوطنية لكرة السلة ويحمل الرقم 00. يبلغ طوله 6 قدم 5 بوصة (2.0 م).

## فرق لعب لها
لوس أنجلوس ليكرز
كليفلاند كافالييرز
- يوتا جاز

## روابط خارجية
- جوردن كلاركسون على موقع إن بي أي (الإنجليزية)
- جوردن كلاركسون على موقع سبورتس رفرنس (الإنجليزية)
- جوردن كلاركسون على موقع كرة السلة الأوروبية.كوم (الإنجليزية)
- جوردن كلاركسون على موقع DraftExpress.com (الإنجليزية)
- جوردن كلاركسون على موقع إي إس بي إن.كوم (الإنجليزية)
- جوردن كلاركسون على موقع كلية كرة السلة في سبورتس رفرنس.كوم (الإنجليزية)
- جوردن كلاركسون على موقع ريلجم (الإنجليزية)
- جوردن كلاركسون على موقع بروبوليرز (الإنجليزية)
- جوردن كلاركسون على موقع سبورتس رفرنس (الإنجليزية)